# Drepanogynis fuscomarginata
Drepanogynis fuscomarginata är en fjärilsart som beskrevs av Antonius Johannes Theodorus Janse 1932. Drepanogynis fuscomarginata ingår i släktet Drepanogynis och familjen mätare. Inga underarter finns listade i Catalogue of Life.